# Rochester (Kentucky)
Rochester es una ciudad ubicada en el condado de Butler en el estado estadounidense de Kentucky. En el Censo de 2010 tenía una población de 152 habitantes y una densidad poblacional de 119,04 personas por km².

## Geografía
Rochester se encuentra ubicada en las coordenadas 37°12′31″N 86°53′33″O / 37.20861, -86.89250. Según la Oficina del Censo de los Estados Unidos, Rochester tiene una superficie total de 1.28 km², de la cual 1.21 km² corresponden a tierra firme y (5.48%) 0.07 km² es agua.

## Demografía
Según el censo de 2010, había 152 personas residiendo en Rochester. La densidad de población era de 119,04 hab./km². De los 152 habitantes, Rochester estaba compuesto por el 100% blancos, el 0% eran afroamericanos, el 0% eran amerindios, el 0% eran asiáticos, el 0% eran isleños del Pacífico, el 0% eran de otras razas y el 0% pertenecían a dos o más razas. Del total de la población el 0% eran hispanos o latinos de cualquier raza.